# Monsteroux-Milieu
Monsteroux-Milieu ist eine französische Gemeinde mit 782 Einwohnern (Stand: 1. Januar 2022) im Département Isère in der Region Auvergne-Rhône-Alpes; sie gehört zum Arrondissement Vienne und zum Kanton Roussillon.

## Geografie
Die Gemeinde Monsteroux-Milieu liegt am Fluss Varèze, etwa zehn Kilometer südöstlich der Innenstadt von Vienne. Umgeben wird Monsteroux-Milieu von den Nachbargemeinden Chalon im Norden, Montseveroux im Osten und Süden, Assieu im Südwesten und Westen sowie Vernioz im Westen und Nordwesten.

## Bevölkerungsentwicklung
| Jahr                       | 1962 | 1968 | 1975 | 1982 | 1990 | 1999 | 2006 | 2013 | 2021 |
| Einwohner                  | 214  | 228  | 226  | 318  | 444  | 516  | 684  | 778  | 796  |
| Quellen: Cassini und INSEE |      |      |      |      |      |      |      |      |      |

## Sehenswürdigkeiten
- Kirche Saint-Laurent in Monsteroux aus dem 11. Jahrhundert, seit 1976 Monument historique
- Schloss Milieu